# ویتالی دنیسوف
ویتالی گنادیوویچ دنیسوف (زادهٔ ۲۳ فوریهٔ ۱۹۸۷) یک بازیکن فوتبال اهل ازبکستان است.
از باشگاه‌هایی که در آن بازی کرده است می‌توان به لوکوموتیو مسکو، دنیپرو دنیپروپتروفسک، و زسکا مسکو اشاره کرد.
وی همچنین در تیم ملی فوتبال ازبکستان بازی می کند.

## گل ملی
| # | تاریخ       | میزبان  | رقیب    | گل  | نهایی  | رقابت                                |
| - | ----------- | ------- | ------- | --- | ------ | ------------------------------------ |
| ۱ | ۲ ژوئن ۲۰۰۸ | سنگاپور | سنگاپور | ۳-۷ | پیروزی | مسابقات مقدماتی جام جهانی ۲۰۱۰(آسیا) |